# Élections sénatoriales tchadiennes de 2025
Les élections sénatoriales tchadiennes de 2025 ont lieu le 25 février 2025 afin d'élire 46 des 69 membres du Sénat du Tchad.
Les élections voient la victoire sans surprise du Mouvement patriotique du salut  au pouvoir, qui remporte la quasi totalité des sièges.

## Contexte

### Mort d'Idriss Déby

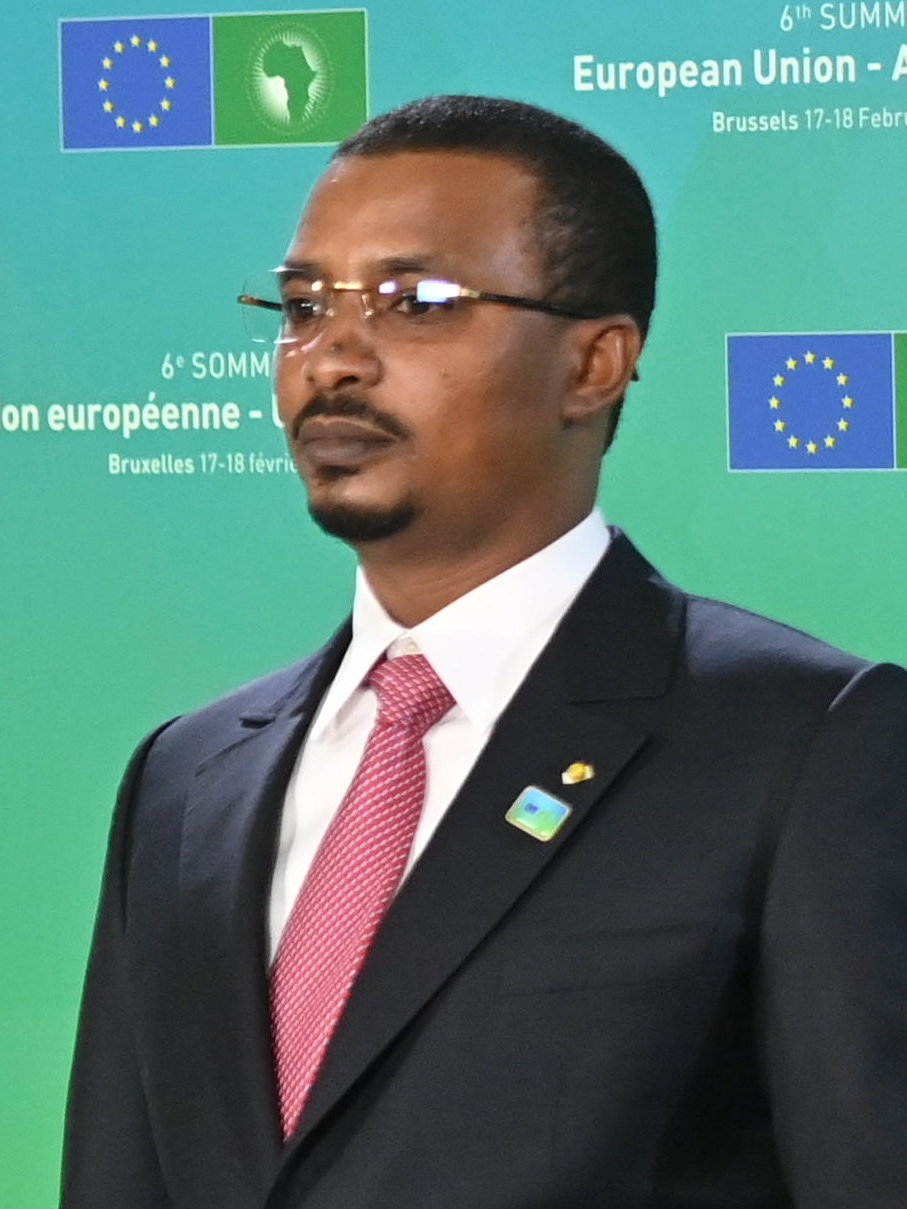
Mahamat Idriss Déby.

Idriss Déby est réélu avec 79,32 % des voix pour un sixième mandat dès le premier tour de l'élection présidentielle de 2021, où il affronte six candidats « sans poids politique », accusés d’être de simples « faire-valoir ». Le président réélu est toutefois tué le 20 avril au cours d'une visite sur le front opposant l'armée tchadienne aux rebelles du Front pour l’alternance et la concorde au Tchad.
Un régime militaire de transition est instauré, mené par son fils, le général Mahamat Déby, qui prend la tête d'un Conseil militaire de transition,,.
L'armée annonce le 20 avril même la dissolution de l'Assemblée nationale et du gouvernement, puis décrète la fermeture des frontières et l'instauration d'un couvre feu. Le Conseil annonce prendre le pouvoir pour une durée transitoire de dix-huit mois, à l'issue de laquelle des élections seront organisées, soit vers septembre 2022.
L'accord de paix de Doha signé avec les mouvements rebelles le 8 août 2022 instaure la mise en place du « Dialogue national inclusif et souverain », un ensemble de commissions composées de près de 1400 représentants chargés de s'accorder sur plusieurs lignes politiques portant notamment sur la paix et la réconciliation nationale, la forme de l’État, la future Constitution, les réformes institutionnelles, le processus électoral et les droits et libertés fondamentales. Plusieurs partis dont la principale coalition de l’opposition, Wakit Tama, décident cependant de boycotter le Dialogue national, ouvert du 20 août au 30 septembre 2022. Ils accusent en effet la junte et les personnalités proches d'elle de procéder à un « monologue ». En retour, la junte procède à une répression politique brutale, la police et l'armée ceinturant courant septembre les quartiers de la capitale afin de disperser les tentatives de manifestations. En parallèle, Mahamat Déby met en avant une prolongation de la transition de dix-huit mois supplémentaires, avant de revenir sur sa promesse de ne pas se présenter à la future élection présidentielle.

### Scrutin présidentiel
Le 17 décembre 2023, un référendum constitutionnel est organisé pour adopter une nouvelle Constitution remplaçant celle de 2018. Ce vote ouvre la voie à la fin de transition militaire. La nouvelle Constitution instaure un régime semi-présidentiel et renforce les droits fondamentaux, mais suscite des tensions avec les partisans d'un État fédéral. Malgré un appel au boycott de l'opposition qui dénonce des irrégularités dans les résultats, le projet est approuvé à 86 % avec une participation de 63 %, ouvrant la voie à une candidature de Mahamat Idriss Déby à la future présidentielle.
L'élection présidentielle organisée le 6 mai 2024 est marquée par la mort du principal opposant au régime, Yaya Dillo Djérou, au cours d'une opération qualifiée d'assassinat par l'opposition,.
Les principaux opposants restants voient leur candidatures invalidés, ne laissant en lice que Mahamat Idriss Déby et des candidats jugés fantoches par l'opposition, qui appelle en grande partie au boycott du scrutin,. Si le scrutin semble joué d'avance, le Premier ministre Succès Masra mène cependant une très bonne campagne, et semble en mesure de déjouer les pronostics,. Mahamat Idriss Déby Itno est cependant élu dès le premier tour avec 61 % des suffrages exprimés, tandis que Succès Masra affirme avoir remporté le scrutin et conteste sans succès les résultats,. Idriss Déby est investi président le 23 mai 2024,. Le jour même, il nomme Premier ministre Allamaye Halina, un fidèle du clan Déby. Le 13 novembre 2024, la candidature de Mahamat Zen Bada Abbas, aux élections législatives est refusée par l'Agence nationale de gestion des élections en raison de sa condamnation de 2012.
L'Agence nationale de gestion des élections rend public courant août la date des élections législatives, fixée au 29 décembre 2024. Les dépôts des candidatures ont lieu du 19 au 28 octobre 2024 tandis que la publication des résultats définitifs est prévue le 3 février 2025.

### Scrutin législatif
Le déroulement du scrutin est dénoncé dans un premier temps par l'opposition, puis par les observateurs locaux. Des pratiques de fraude électorale sont pratiquées tels des bourrages d'urnes, des votes sans carte d'électeur, et le transport organisé d'électeurs. Ses accusations visent principalement le Mouvement patriotique du salut, parti du président au pouvoir Mahamat Idriss Déby. L'Agence nationale de gestion des élections (ANGE) affirme en revanche que le scrutin s'est déroulé de manière satisfaisante, évoquant seulement des incidents mineurs.
Le 12 janvier 2025, après la publication des résultats provisoires par l'Agence nationale de gestion des élections, Le Rassemblement national des démocrates tchadiens - le réveil (RNDT-Le Réveil) dénonce une manipulation des résultats.

## Système électoral
Le Sénat est composé de 69 sénateurs renouvelés intégralement tous les six ans. Chacune des 23 régions du Tchad est représentée par trois sénateurs dont deux élus au scrutin de liste binominal majoritaire à un tour par un collège électoral composé des membres des conseils municipaux et régionaux, soit 46 sénateurs élus. Le dernier des sénateurs de chaque région est nommé par le président de la République, soit au total vingt-trois sénateurs. Les sénateurs représentent les collectivités autonomes,.

## Résultats
|                           |                                                                              |                  |                  |        |  |
| Parti                     | Parti                                                                        | Voix             | %                | Sièges |  |
|                           | Mouvement patriotique du salut (MPS)                                         |                  |                  | 43     |  |
|                           | Rassemblement national des démocrates tchadiens - le réveil (RNDT-Le Réveil) |                  |                  | 2      |  |
|                           | Union pour le renouveau et la démocratie (URD)                               |                  |                  | 1      |  |
|                           | Autres partis                                                                |                  |                  | 0      |  |
|                           | Sénateurs nommés                                                             | Sénateurs nommés | Sénateurs nommés | 23     |  |
|                           |                                                                              |                  |                  |        |  |
| Suffrages exprimés        |                                                                              |                  |                  |        |  |
| Votes blancs et invalides |                                                                              |                  |                  |        |  |
| Total                     | Total                                                                        | 2 592            | 100              | 69     |  |
| Abstentions               | Abstentions                                                                  | 2                | 0,08             |        |  |
| Inscrits / participation  | Inscrits / participation                                                     | 2 594            | 99,92            |        |  |

## Suites
Les résultats provisoires donnent initialement 45 des 46 sièges en jeu au Mouvement patriotique du salut (MPS), suivi du Rassemblement national des démocrates tchadiens - le réveil (RDT) qui remporte le siège restant.
Après l'examen des recours par le Conseil constitutionnel, le MPS obtient finalement 43 sièges, suivi du RDT avec deux sièges, tandis que l'Union pour le renouveau et la démocratie obtient finalement une représentation avec un siège. Le 5 mars, le président Déby nomme les 23 sénateurs restants, qui reviennent presque intégralement au MPS, le reste étant alloué à d'autres partis alliés. L'Union démocratique tchadienne (UDT), le Parti pour le rassemblement et l'équité au Tchad (PRET) et le Parti pour la démocratie et l'indépendance intégrales (PDI) reçoivent ainsi chacun un siège de sénateur.